# 單車徑

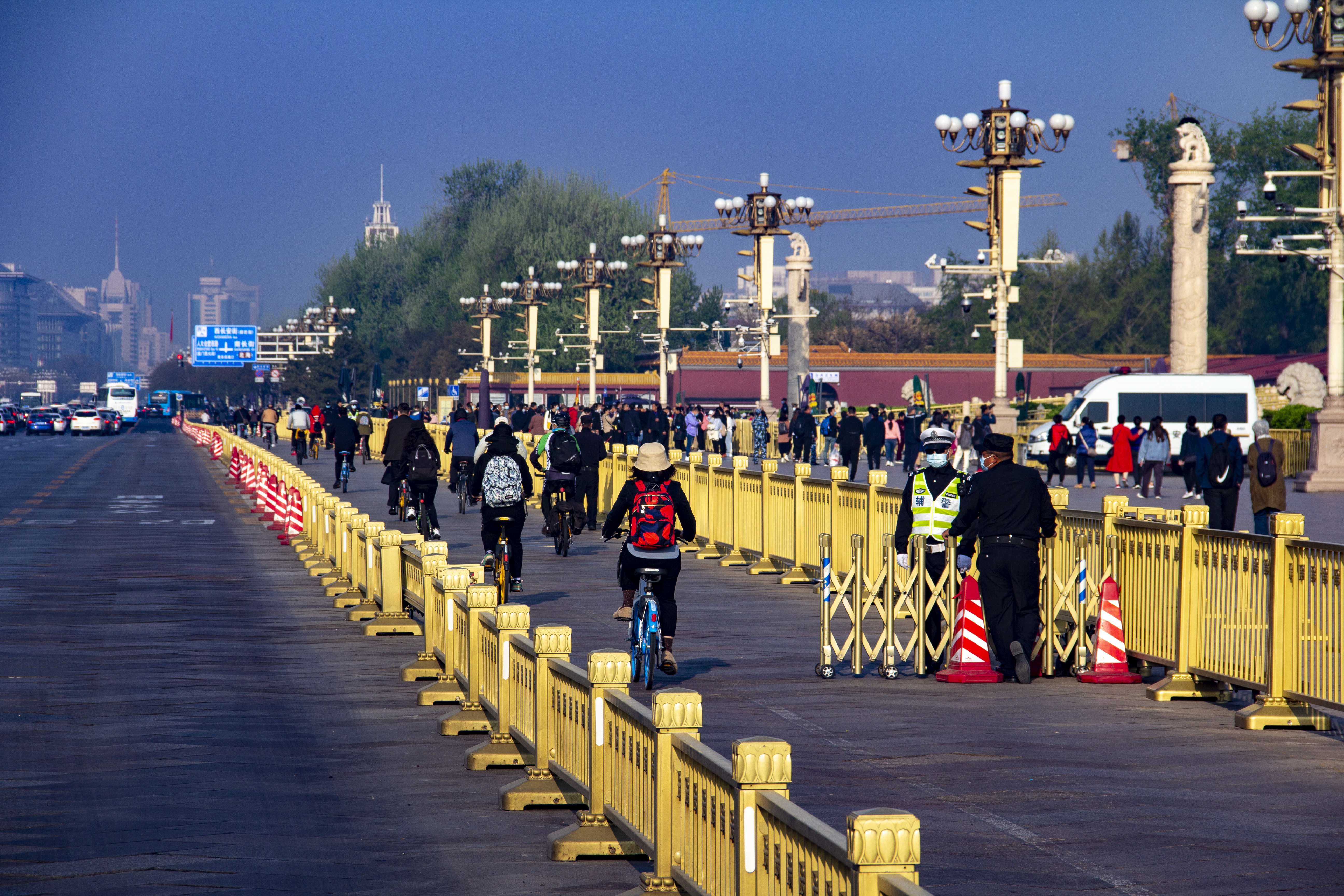
北京市天安门前的自行车专用道

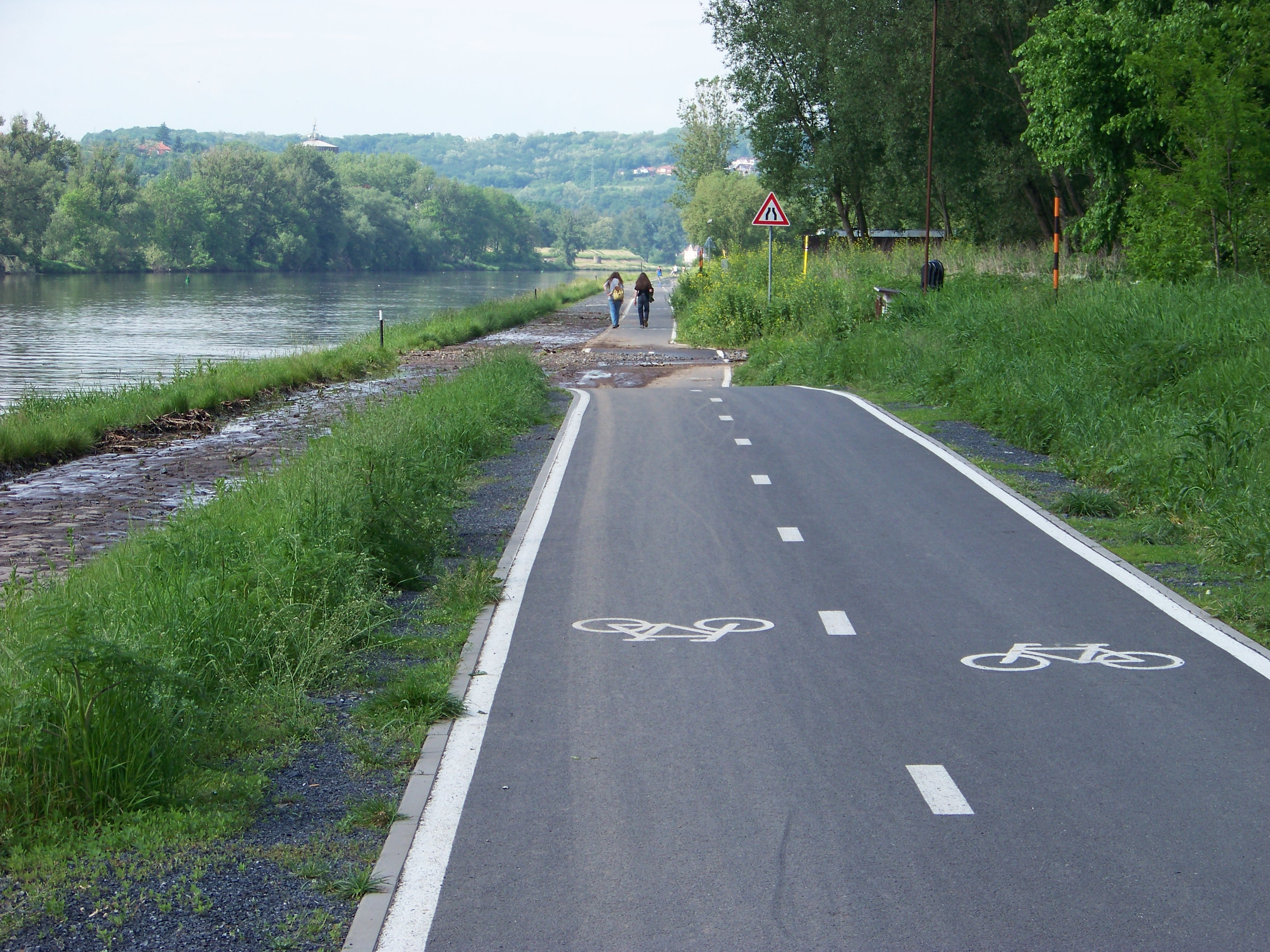
捷克羅茲托基的單車徑

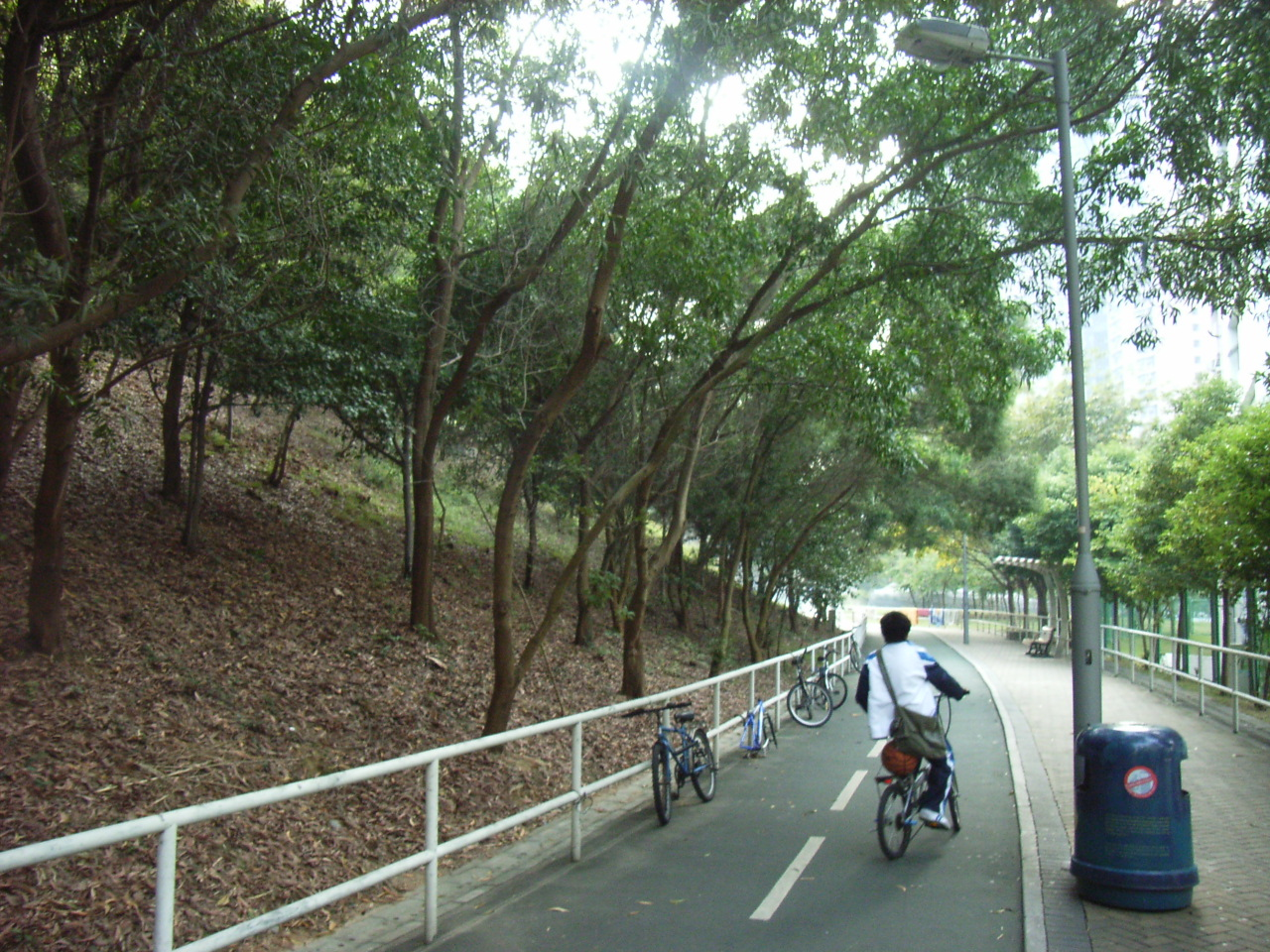
香港東涌的單車徑

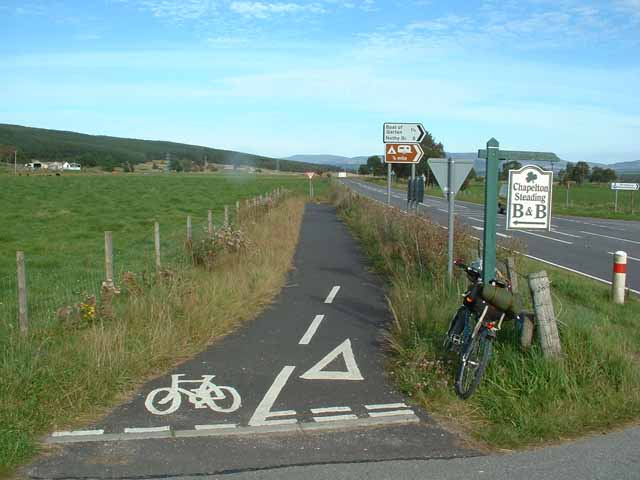
英國蘇格蘭高地A95公路旁的單車徑

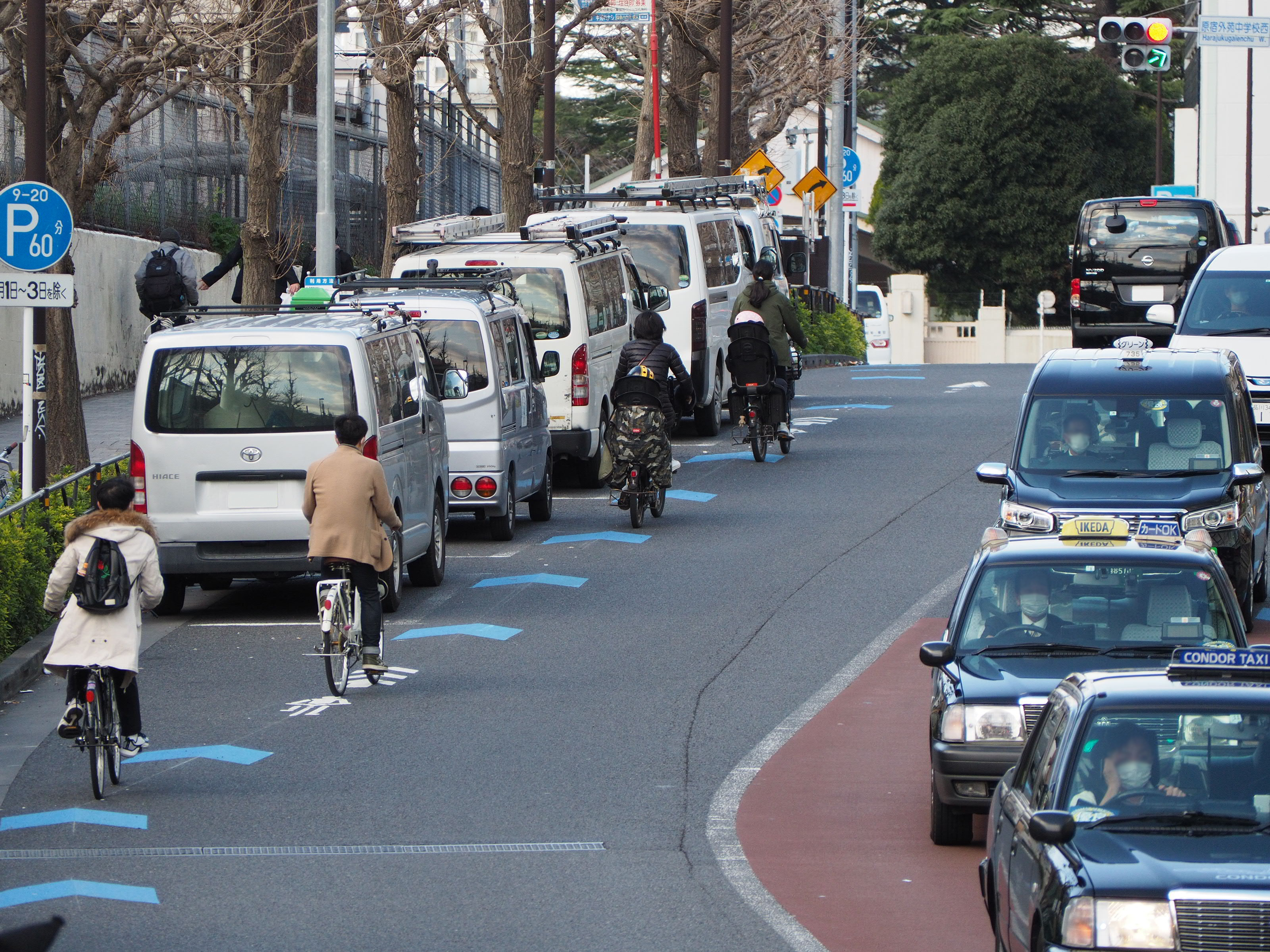
日本原宿

單車徑是指專供單車使用的道路。在世界各地不同城市都設有單車徑。單車徑的目的主要是分隔單車和機動車輛，以及提高自行車通行的效率並紓解市區道路壅塞，有些單車徑則為運動娛樂的作用而設。

## 說明
- 腳踏車道是按服務腳踏車類型與功能而分類。
- 主要可分為遊憩與運輸兩種不同性質之腳踏車道。

## 歷史
荷蘭的腳踏車交通具備悠久歷史，早在1890年，荷蘭就建設世界第一條腳踏車專用道路，且為促進腳踏車發展，荷蘭在19世紀末期成立世界上最早的自行車研究協會。1937年，荷蘭第二大城市鹿特丹已建造世界上第一條腳踏車隧道。這條隧道建築在約30公尺深的馬斯河底，連接了鹿特丹的新、舊城。腳踏車道及腳踏車道路網在荷蘭遍地都是，不但市區有腳踏車專用道，且在全國形成腳踏車專用道路網，佔全國道路總長度30.6%，居世界第一。

## 分類

### 休憩性
- 休憩性腳踏車道是以腳踏車之休閒與運動為目的。
- 這類腳踏車道常以腳踏車專用道路設置，僅腳踏車能進入，其餘機動車輛完全禁止進入。

### 運輸性
- 運輸性腳踏車道按路權使用狀況分為下列三種：
  1. 腳踏車專用道路（class 1 bikeway, bike path）
    - 腳踏車專用道路係指一條道路之路權，完全歸屬於腳踏車所有，而和機動車輛道路分離設置，行人須行走於人行道，避免行人與車輛（含腳踏車）爭道而發生危險。

  2. 腳踏車專用車道（class 2 bikeway, bike lane）
    - 腳踏車專用車道通常設置於道路外側，而設置於外側之專用車道使用權完全歸屬於腳踏車，其他機動車輛禁止行駛該車道。另外也有設置於人行道之狀況，其藉由分隔島分離行人與腳踏車。

  3. 腳踏車共用車道（class 3 bikeway, bike route）
    - 腳踏車共用車道為一般混合車流使用之車道，亦即該車道除供機動車輛使用外，亦提供給腳踏車使用。若是設置於人行道之狀況，即是讓行人與腳踏車混合使用。

## 設置基準
- 腳踏車道之設置基準，實際是按腳踏車交通與汽車交通進行分類基準，此基準與汽（機）車交通量、汽（機）車運行速度與腳踏車交通量三者有關，而前兩者又互有密切關係。

## 世界各地單車徑

### 中國大陸

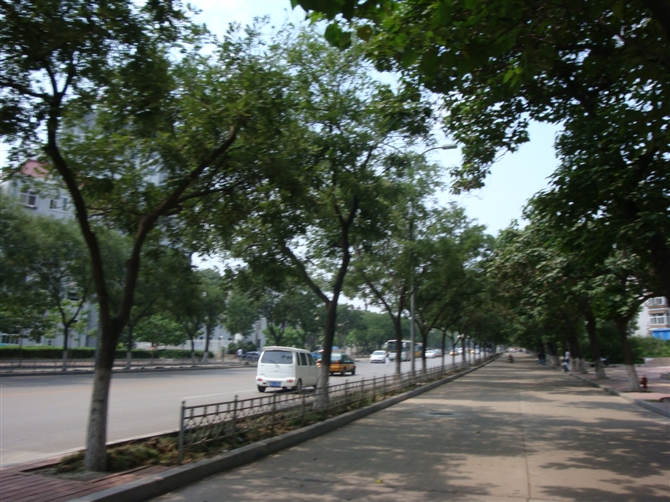
2008年唐山市新华道的自行车道，略宽于同向机动车道。现已分割为一条机动车道、一条路边停车带和一条自行车道。

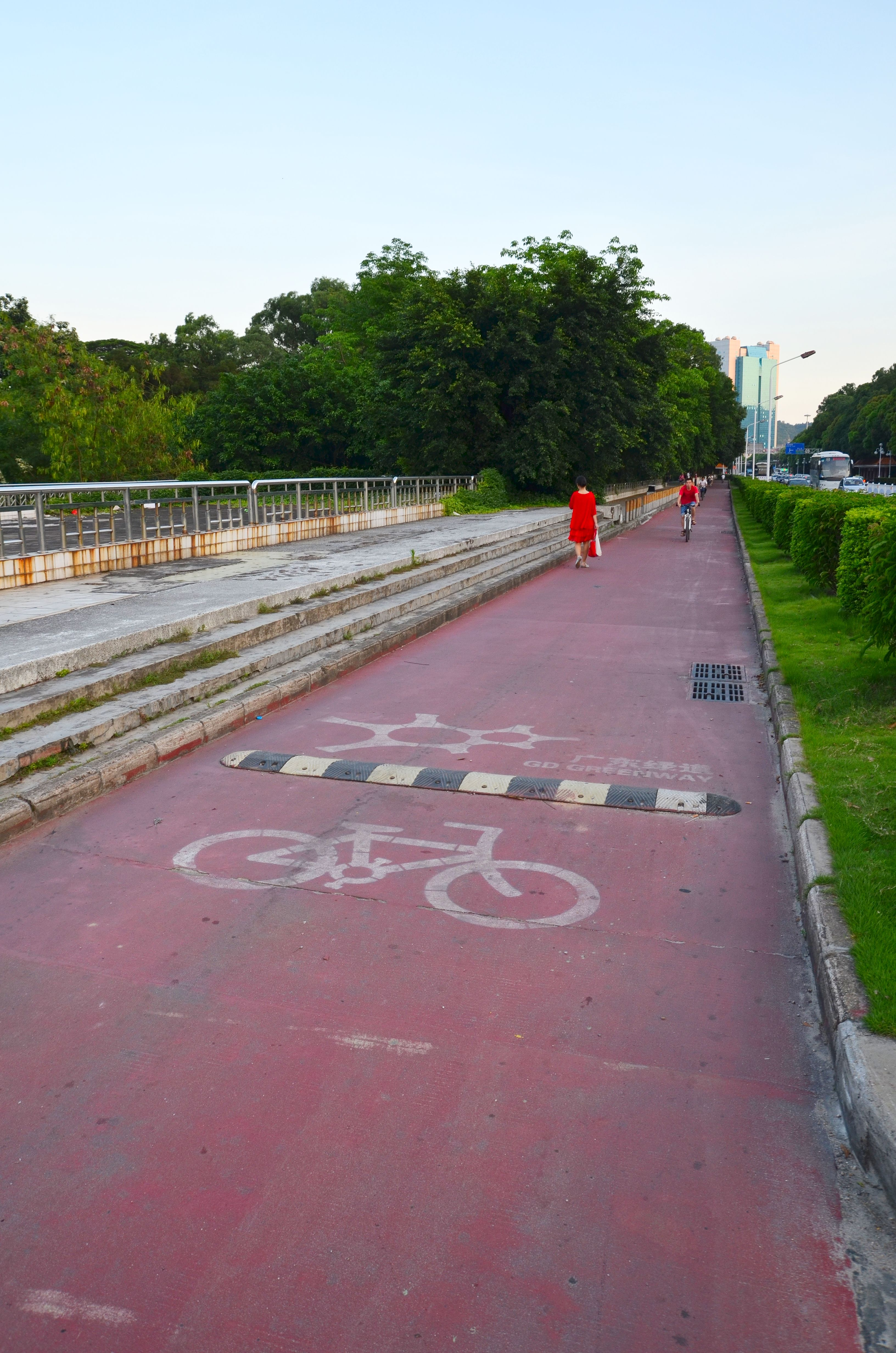
珠海市一條單車徑(廣東綠道)

在1970-1980年代，由於單車普及，大多數道路旁邊都設有專供單車使用的小道乃至独立于行车线的专门路线。但隨着城市發展，騎單車的人越來越少，汽車卻越來越多，不少新興城市（例如深圳）都不再設有專供單車使用的道路。
在一些有較長歷史的城市，例如廣州，由於城市道路难以应付日渐增长的机动车辆，當政府要将單車專用道改作車道時也引來不少爭議，認為政府應鼓勵市民踏單車，以較少污染，而非增加汽車的流量。2010年广州亚运后，当局以“绿道”之名于市区小北路、越秀路等部分路段设计将行人路与单车径合一，谓鼓励市民使用单车出行，实际成效不大。

### 台灣

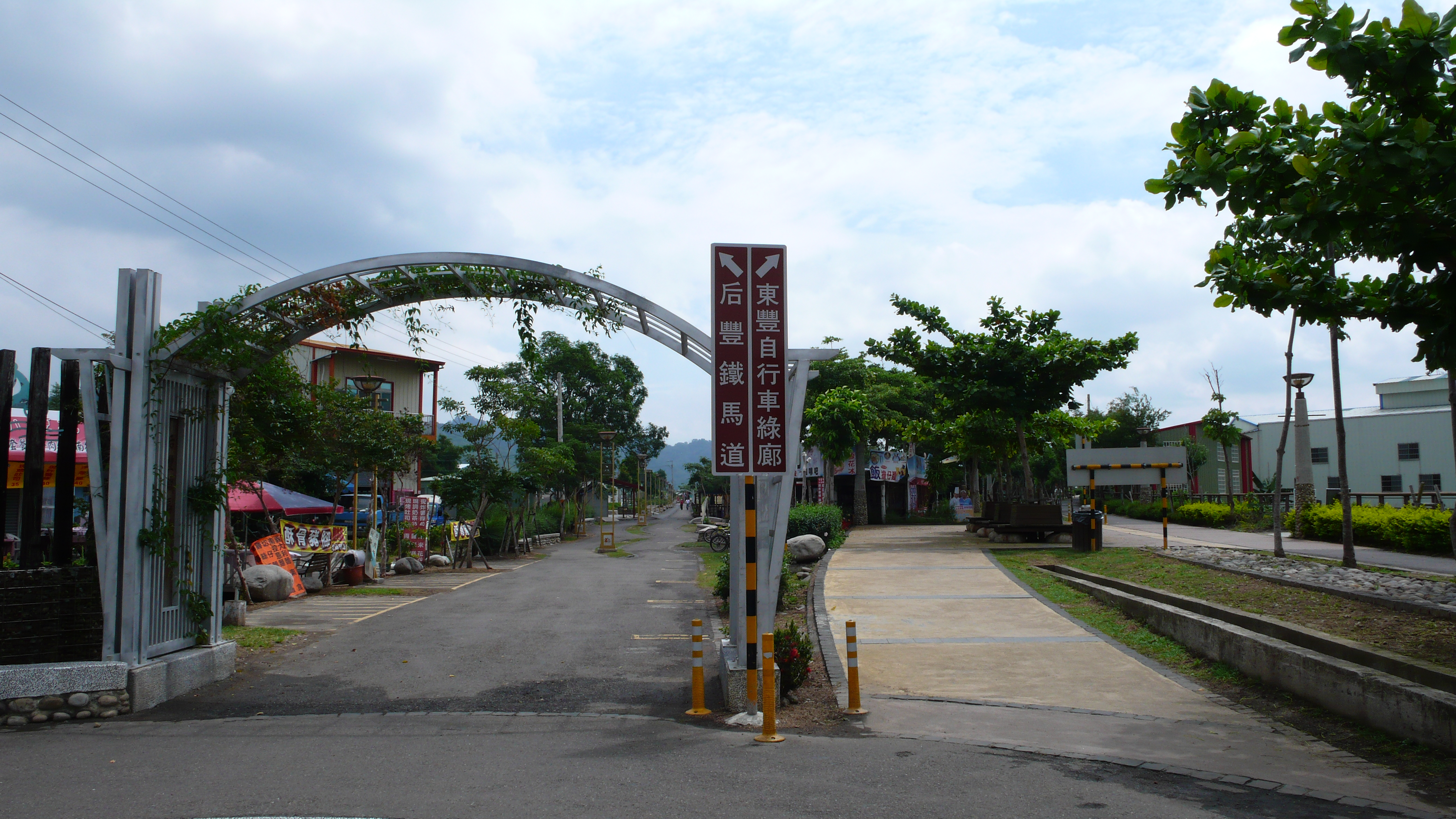
台灣東豐自行車綠廊／后里鐵馬道 起點

台灣在1990年代以後開始設立較多單車徑，一般全稱「自行車專用道」，在2000年以後，騎乘自行車休閒的風氣興起而大量設立，例如在台北市除部分幹道於人行道上開設自行車道外，在各主要河川河堤外的道路設置休閒用的自行車道。此外全台各地也都紛紛建立以觀光休閒為主的自行車道，而這些自行車道也稱作「鐵馬道」有一些是利用已停駛廢線的鐵路改建成的。

### 香港
香港單車徑主要分佈於新界，原因是在規劃新市鎮時，已經連帶興建單車徑設施，以減少市民使用汽車。當中以沙田新市鎮的單車徑網絡最為完善，踏單車為香港人假日的消閒活動之一，亦孕育出黃金寶等世界冠軍及大量世界級單車運動員。較早期發展的香港島、九龍和荃灣新市鎮，則沒有太多的單車徑設施，西九龍海濱長廊是九龍半島其中一處提供單車徑設施的地方；香港島則有數座設備單車徑設施的大型公園。香港政府也建造了一條長60公里的單車徑，該徑在2020年建成，連接屯門和馬鞍山（港鐵屯馬綫）。而在沒單車徑的地方，單車就跟其他汽車一起行駛。

### 澳門
澳門單車徑主要分佈於氹仔北至西一帶到路環的聯生工業邨附近，分別是氹仔海濱單車徑和蓮花單車徑，現時該兩條單車徑正計劃貫通連接。 
氹仔海濱單車徑由嘉樂庇大橋氹仔橋口作起點，經過氹仔海濱廣場、西灣大橋氹仔橋底和氹仔海濱休憩區，在馬會後面的堤岸住宅群對面作終點，與蓮花單車徑貫通連接。
蓮花單車徑起點由澳門百老匯側開始，該單車徑道路同時命名為西堤馬路，經過蓮花大橋橋底、澳門大學河底隧道行人隧道氹仔出入口後，終點位於聯生工業邨附近。

### 马来西亚

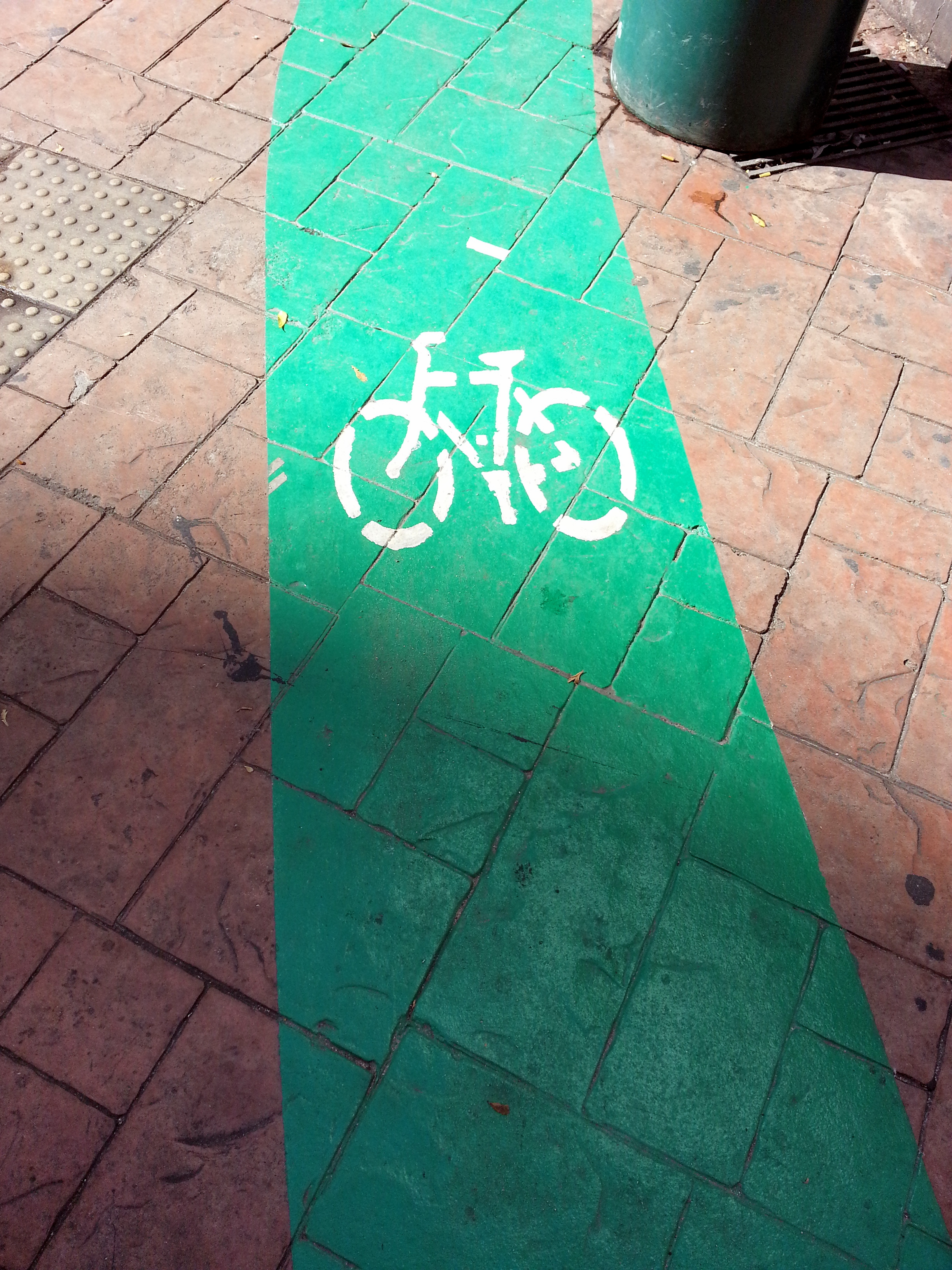
位于马来西亚槟城乔治市光大大厦附近的脚车道

自2008年槟城首席部长林冠英上任以来，槟城州政府积极推行骑自行车（当地称脚车）运动，目的是将将槟城州打造成「脚车州」，其中槟城州政府就在乔治市推行公共自行车「LinkBike」以鼓励使用自行车道。槟城脚车道的种类则多为脚车专用道，惟造价比一般分割脚车道来的贵。目前槟城州政府也正在槟岛建设一条全长39.9公里的沿海脚车道，预估耗费3060万令吉，以海峡岸广场为起点，穿越旧关仔角、古迹区到光大大厦转入敦林苍祐大道旁后，直驱皇后湾广场和槟城二桥，2020年竣工。
首都吉隆坡周围的巴生谷地区也设有脚车道，其中谷中城至独立广场、莎亚南市中心、数处植物公园设有脚车道供民众骑乘民众也可在特定时段将脚车带入轻快铁列车。

### 韓國
時任南韓總統李明博總統在2009年提倡國民以單車代步，以助減少廢排，並認為可以在地鐵內專設單車車廂。他還說：「為了能使單車在大城市裏安全行駛，有必要分離人道和單車道、防止偷盜、對可能發生的事故提供保險。」

### 歐洲
在西歐一些國家，如荷蘭和比利時的某些城市、英國的牛津等，為了減少空氣污染，中心城區甚至只准許單車行駛。

## 外部參考
- 香港新界西北區單車徑地圖（页面存档备份，存于）屯門至元朗
- 香港大圍到屯門單車徑五年計劃
- 運輸署騎單車研究 最終報告(2004年4月)
- 運輸署道路使用貼士──單車徑
- 吉隆坡脚车路线图（页面存档备份，存于）（网页版（页面存档备份，存于）•使用指南（页面存档备份，存于））
- 槟城脚车路线图，另一个网页（页面存档备份，存于）